# Fatmire Alushi
Fatmire "Lira" Alushi, nata Fatmire Bajramaj (Istog, 1º aprile 1988), è un'ex calciatrice tedesca, di ruolo centrocampista.
Durante la sua ultra decennale carriera professionistica ha giocato nel campionato tedesco per tre diverse società, conquistando con il Turbine Potsdam due titoli di Campione di Germania, laureandosi inoltre Campione d'Europa in due occasioni, con il 2001 Duisburg e con il Turbine Potsdam, prima di terminare la carriera nel campionato francese nel Paris Saint-Germain annunciando la decisione di abbandonare il calcio giocato all'inizio del 2017.
Più volte selezionata per vestire la maglia della nazionale tedesca, in rappresentanza della Germania ha conquistato un campionato mondiale e due campionati europei.

## Biografia

### Vita privata
Fatmire, nata Bajramaj, nasce nel 1988 a Istok, nel Kosovo, parte dell'allora Repubblica Socialista Federale di Jugoslavia che in seguito, dopo lo scoppio delle guerre jugoslave e i conseguenti assestamenti politici portarono alla formazione della Repubblica di Serbia. In quel turbolento periodo i genitori di Alushi, Ismet e Ganimet, di etnia kosovaro-albanese, decidono di trasferire la famiglia in Germania nel 1993.
Dal 2007 avvia una relazione sentimentale con l'attore e modello Eshref Durmishi, anche lui di etnia kosovaro-albanese. Nell'ottobre 2009 pubblica la sua autobiografia dal titolo Mein Tor ins Leben – Vom Flüchtling zur Weltmeisterin (Il mio ingresso [gioco di parole: in tedesco "Tor" si può tradurre sia "Gol" che "Porta, ingresso"] nella vita – Dai rifugi al Campionato del mondo).
Nel giugno 2011 iniziò a frequentare Enis Alushi. Entrambi i loro padri lavorano insieme come agenti di polizia in Kosovo. La coppia ha poi annunciato la loro relazione l'anno successivo. Poco dopo, nel settembre 2012 sono stati entrambi vittime di un infortunio di gioco, a 72 ore l'uno dall'altro, al legamento crociato anteriore. La coppia si è sposata nel dicembre 2013.

## Carriera

### Club
Alushi iniziò la propria carriera al DJK/VfL Giesenkirchen. Dal 1997 al 2004 giocò per l'FSC Mönchengladbach, prima di affrontare l'avventura della Frauen-Bundesliga firmando per il 2001 Duisburg. Il suo debutto in Bundesliga avvenne nel settembre 2004 siglando il suo primo gol nel massimo campionato tedesco femminile di calcio un mese più tardi conquistandosi ben presto un posto di titolare nel Duisburg. Con il Duisburg riuscì a raggiungere la seconda posizione in campionato per quattro stagioni consecutive, dal 2005 al 2008. Durante l'edizione 2008-2009 Alushi vinse la UEFA Women's Cup riuscendo ad aggiudicarsi, sempre nel 2009, la Coppa di Germania andando anche a rete nella finale.
Dopo cinque stagioni al Duisburg, Alushi decise di sottoscrivere un contratto con le rivali del Turbine Potsdam per la stagione 2009-2010. Nella nuova squadra riuscì a conquistare il titolo di campione di Germania nel 2010 e 2011. Nell'edizione 2009-2010, il Turbine Potsdam riuscì ad aggiudicarsi il titolo della nuova UEFA Women's Champions League, con Bajramaj che realizzò uno dei rigori che determinarono l'esito della finale contro l'Olympique Lione al termine della partita finita sullo 0-0 dopo i tempi regolamentari. Un anno più tardi il Turbine Potsdam riuscì ad andare nuovamente in finale, perdendola poi contro l'Olympique Lione.

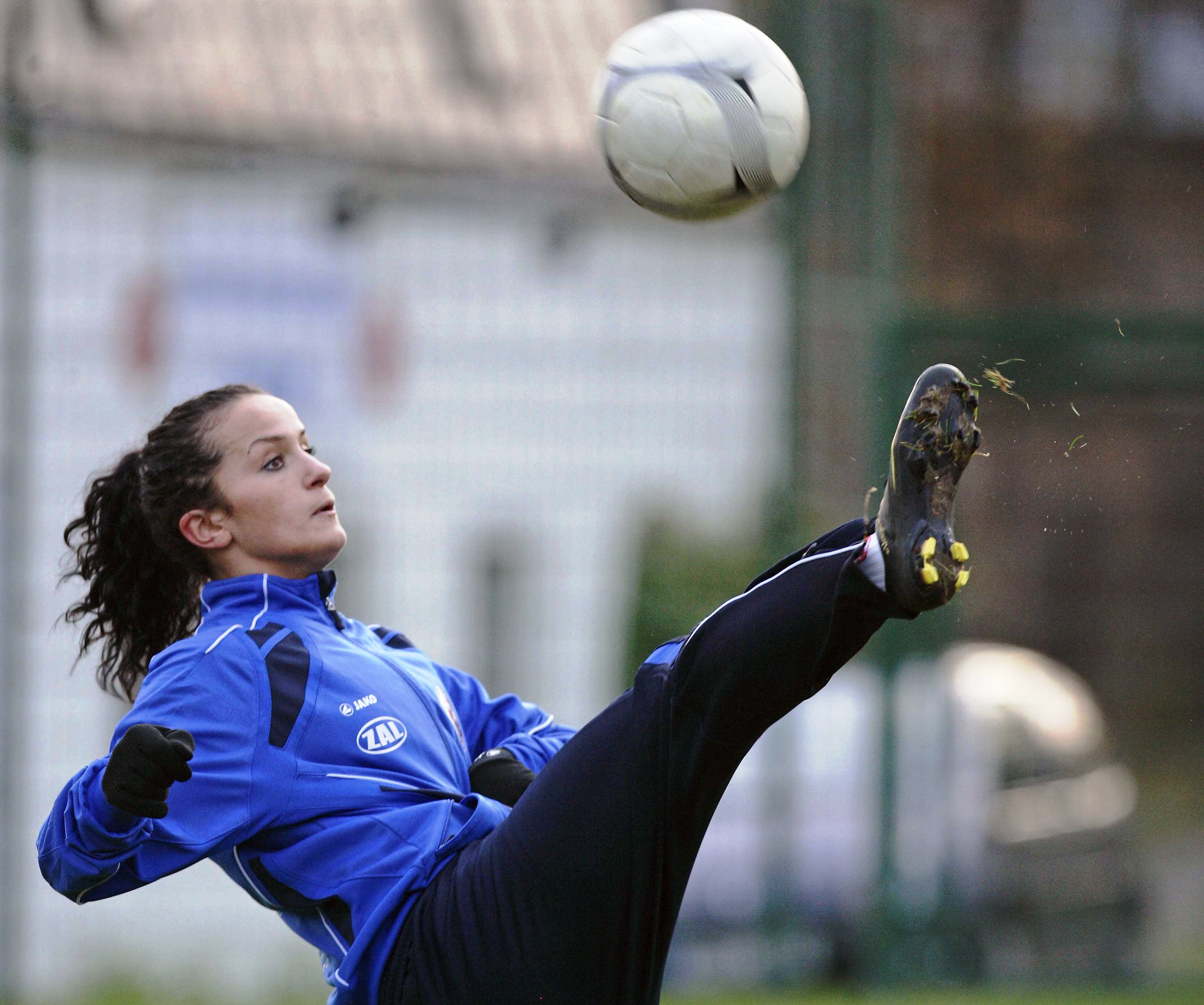
Alushi in riscaldamento con il Turbine Potsdam nel 2009.

Alushi riuscì a conquistare il terzo posto nella classifica per il Pallone d'oro FIFA 2010. Annunciò quindi che si sarebbe trasferita al 1. FFC Francoforte per la stagione 2011-2012. Il suo trasferimento fu il più costoso nella storia della Frauen-Bunbdesliga.
Nel 2014 decise di iniziare un'esperienza in un campionato fuori dal territorio tedesco accordandosi con il Paris Saint-Germain.

## Palmarès

### Club

#### Competizioni nazionali
- Campionato tedesco: 2

Turbine Potsdam: 2009-2010, 2010-2011
- Coppa di Germania: 2

2001 Duisburg: 2008-2009
1. FFC Francoforte: 2013-2014

#### Competizioni internazionali
- UEFA Women's Cup e Champions League: 2

2001 Duisburg: 2008-2009
Turbine Potsdam: 2009-2010

### Nazionale
- Bronzo olimpico: 1

Pechino 2008
- Campionato mondiale: 1

2007
- Campionato d'Europa: 2

2009, 2013
- Campionato d'Europa under 19: 1

2006
- Algarve Cup: 1

2014

### Individuale
- Calciatrice tedesca dell'anno: 1

2011